# Arawa salubris
Arawa salubris är en insektsart som beskrevs av Knight 1975. Arawa salubris ingår i släktet Arawa och familjen dvärgstritar. Inga underarter finns listade i Catalogue of Life.